# Grote slanke glasvleugelwants
De grote slanke glasvleugelwants (Chorosoma schillingii) is een wants uit de familie glasvleugelwantsen (Rhopalidae). De soort werd voor het eerst wetenschappelijk beschreven door Peter Samuel Schilling in 1829.

## Uiterlijk
De grote slanke glasvleugelwants is lichtbruin en heel smal en lang. Vooral mannetjes zijn bijna staafvormig. Ook antennes en de benen zijn opmerkelijk lang. Het achterlichaam is roodachtig geel tot roodbruin. Deze soort is gewoonlijk kortvleugelig (brachypteer), maar kan ook langvleugelig (macropteer) zijn. Net als bij de meeste andere wantsen uit de familie is van het hemi-elytrum (de deels verharde voorvleugel) het corium (het middelste deel van de voorvleugel) transparant. De lengte is 14 – 16 mm.

## Verspreiding en habitat
De grote slanke glasvleugelwants komt voor in Europa (maar ontbreekt in het noorden van Groot-Brittannië), Noord-Afrika, Klein Azië en Centraal Azië. Hij heeft een voorkeur voor droge, warme, open leefgebieden, vooral op de zandgronden en leeft in de kruidlaag.

## Leefwijze
De grote slanke glasvleugelwants leeft fytofaag op allerlei soorten grassen (Poaceae) en zuigt aan de bladeren, stengels en zaden. In de duinen kan dat ook helm of helmgras (Ammophila arenaria) zijn. Als er geen graszaad meer is worden ze ook op andere planten gevonden bijvoorbeeld Zuring (Rumex). De eieren overwinteren. De eieren worden in augustus afzonderlijk gelegd op grasbladeren. In Centraal-Europa is er slechts één generatie, in warmere gebieden kunnen er twee generaties zijn.